# Campeonato Carioca Segunda Divisão 1965
In 1965 werd het 27ste Campeonato Carioca Segunda Divisão gespeeld, het tweede hoogste niveau voor voetbalclubs uit de Braziliaanse staat Guanabara. De competitie werd georganiseerd door de FERJ en werd gespeeld van 30 mei tot 4 juli. São Cristóvão werd kampioen.
Het was van 1936 geleden dat er nog eens een competitie van de tweede klasse gespeeld werd. Aan het einde van het vorige seizoen degradeerden de vijf laatsten uit de hoogste klasse van het Campeonato Carioca. Canto do Rio trok zich terug uit het profvoetbal. Na dit seizoen werd de hoogste divisie weer uitgebreid en alle vier de clubs promoveerden en de Segunda Divisão werd opnieuw ontbonden.

## Eindstand
| Plaats | Club          | Wed. | W | G | V | Saldo | Ptn. |
| ------ | ------------- | ---- | - | - | - | ----- | ---- |
| 1.     | São Cristóvão | 6    | 5 | 1 | 0 | 13: 6 | 11   |
| 2.     | Olaria        | 6    | 4 | 1 | 1 | 19:6  | 9    |
| 3.     | Madureira     | 6    | 1 | 0 | 5 | 4:13  | 2    |
| 4. .   | Campo Grande  | 6    | 1 | 0 | 5 | 3:14  | 2    |

|  | Kampioen |

### Kampioen
| Campeonato Carioca Segunda Divisão de 1965 |
| Rio de Janeiro                             |
| ------------------------------------------ |
| SÃO CRISTÓVÃO Kampioen (2° titel)          |